# Pionus maximiliani
Il pappagallo testasquamata (Pionus maximiliani Kuhl, 1820) è un uccello della famiglia degli Psittacidi. Classificato in quattro sottospecie piuttosto simili tra loro (P. m. maximiliani, P. m. melanoblepharus, P. m. siy, P. m. lacerus), questo pappagallo ha taglia attorno ai 29 cm, colorazione generale verde intenso, ampio collare tra gola e petto di un blu cupo, sottocoda rosso, anello perioftalmico chiaro, iride bruna, becco e zampe grigio-neri. Vive nel nord dell'Argentina e nel Brasile centro-orientale, dove abita prevalentemente le foreste umide subtropicali temperate di pianura, le boscaglie aperte e le foreste a galleria e quelle ricche di araucaria, delle cui noci è ghiotto. È stato avvistato fino ad altezze attorno ai 2000 metri. Comune nel suo areale è anche piuttosto noto in cattività, dove si riproduce con regolarità.